# Harry Everett Smith
Harry Everett Smith (* 29. Mai 1923 in Portland, Oregon, USA; † 27. November 1991 in New York City, Nw York, USA) war ein US-amerikanischer Experimentalfilmer, Maler, Musikforscher, Anthropologe, Linguist, Sammler, Bohemien und Okkultist.

## Biografie
Harry Smith wurde am 29. Mai 1923 in Portland, Oregon, geboren und verbrachte seine ersten Jahre im pazifischen Nordwesten der USA, überwiegend in Bellingham und Anacortes im US-Bundesstaat Washington. Seine Eltern waren Theosophen; sein Vater arbeitete in der Lachsindustrie, seine Mutter war Lehrerin im Lummi-Indianerreservat. Seine Vorfahren väterlicherseits waren bekannte Freimaurer. Zum Abschluss der High School gab Smith an, symphonische Musik komponieren zu wollen.
Bereits in seiner Jugendzeit machte Smith Fotos und Tonaufnahmen von Ritualen, Musik und Sprache in den Reservaten der Lummi- und Salish-Indianer. Er sammelte religiöse Objekte und erstellte ein Wörterbuch verschiedener Dialekte, die am Puget Sound gesprochen wurden. Er begann auch Schallplatten zu sammeln; zu jener Zeit waren dies Schellackplatten, abzuspielen mit 78 Umdrehungen pro Minute. Seine Sammelleidenschaft in unterschiedlichen Bereichen sollte sein Leben lang andauern.
Während des Kriegs nahm er einen Job als Flugzeugmechaniker an. Das Geld, das er so verdiente, ermöglichte ihm zwischen 1942 und Herbst 1944 fünf Semester Anthropologie an der University of Washington in Seattle zu studieren.
Nach Kriegsende zog der 22-jährige Smith in die Bay Area von San Francisco, damals Zentrum einer blühenden alternativen Folk- und Jazzszene. Er begann abstrakte Bilder zu malen und wurde als experimenteller Filmemacher bekannt, wobei er Stop-Motion-Techniken anwandte und auch in akribischer Detailarbeit direkt auf das Filmmaterial malte. Während seine frühen Filme ohne Ton gedreht wurden, begann er darüber nachzudenken, seine Arbeit zu Experimenten zur Visualisierung von Musik, insbesondere Jazz, weiterzuentwickeln; für ihn war dies eine Form der Synästhesie.
1950 erhielt Smith ein Guggenheim-Stipendium für die Fertigstellung eines abstrakten Films, worauf er nach New York City zog. Als das Stipendium aufgebraucht war, bot er Folkways Records einen Teil seiner Plattensammlung zum Kauf an. Folkways-Gründer Moses Asch hatte eine andere Idee: Smith sollte aus seinem Material eine Folk-Anthologie zusammenstellen, die dann auf mehreren Langspielplatten veröffentlicht werden sollte. So entstand die Anthology of American Folk Music, 1952 auf sechs LPs in drei Paketen erschien. Die in der Anthologie enthaltenen Aufnahmen stammen alle aus dem Zeitraum 1926 bis 1932. Die Sammlung gab den Anstoß zum Folk- und Blues-Revival der 1950er und 1960er Jahre. Eine CD-Neuauflage der Anthologie durch Smithsonian Folkways von 1997 wurde 1998 mit zwei Grammy Awards ausgezeichnet.
Einen Großteil der fünfziger Jahre verbrachte Smith mit Jazzpionieren wie Charlie Parker, Dizzy Gillespie und Thelonious Monk. Er schuf Gemälde, die einzelne Jazz-Notenfolgen in Farben und Formen umsetzten. 1965 produzierte er das erste Album der Fugs. Seine langjährigen Freundschaften mit vielen Beat-Autoren führten 1976 zur Veröffentlichung von Allen Ginsbergs First Blues sowie zu unveröffentlichten Aufnahmen von Gedichten Gregory Corsos und Liedern Peter Orlovskys. Smith lebte damals zeitweise bei Gruppen amerikanischer Ureinwohner, wo er die Peyote-Lieder der Kiowa-Indianer aufnahm, 1973 von Folkways als The Kiowa Peyote Meeting veröffentlicht.
Smiths breites Interessenspektrum resultierte in einer Reihe von Sammlungen. Er schenkte dem National Air and Space Museum der Smithsonian Institution die größte bekannte Papierflugzeugsammlung der Welt. Er war unter anderem ein Sammler von Seminole-Textilien und ukrainischen Ostereiern. Er betrachtete sich auch als die weltweit führende Autorität auf dem Gebiet der Fadenfiguren, da er Hunderte von Formen aus der ganzen Welt beherrschte.
Seine letzten Jahre (1988–1991) verbrachte Smith als „Shaman in Residence“ am Naropa Institute in Bolder, Colorado, wo er Vorträge hielt, an Klangprojekten arbeitete und weiterhin sammelte und forschte. 1991 erhielt er bei der Grammy-Verleihung den Chairman’s Merit Award für seinen Beitrag zur amerikanischen Folk-Musik.
Harry Everett Smith starb krank und verarmt am 27. November 1991 im Chelsea Hotel in Manhattan, New York City.

## Werke
Teile des Schaffens von Harry Everett Smith sind nicht mehr erhalten. Große Teile befinden sich in den „Harry Smith Archives“.

### Filmografie
Harry Smith fertigte in den 1960er Jahren eine Sammlung seiner noch existierenden filmischen Werke auf 16-mm-Film an. Dazu nummerierte er die noch vorhandenen Werke als „Film Number 1“ bis „Film Number 20“.

### Diskografie
- 1952: Anthology of American Folk Music, Folkways Records
- 1954: Talmudic Legends and Liturgical Songs, Gespräche mit Rabbi Naftali Zvi Margolies Abulafia, 15 LPs, privat veröffentlicht
- 1973: The Kiowa Peyote Meeting, Ethnic Folkways Library, aufgenommen 1964
- 1965: The Village Fugs, Folkways Records
- 1981: First Blues: Rags, Ballads and Harmonium Songs, Allan Ginsberg, aufgenommen um 1970–1972, Folkways Records

### Buchcover
- 1984: Collected Poems, Allan Ginsberg, New York: Harper and Row
- 1986: White Shroud, Poems 1980–1985, Allan Ginsberg, New York: Harper and Row
- 1986: The Annotated Howl!, Allan Ginsberg, New York: Harper and Row
- 1986: The Equinox Vol. The Holy Books of Thelema, Aleister Crowley, Weiser Books